# Tornei di tennis maschili nel 1920
Prima della nascita della cosiddetta "Era Open" del tennis, ossia l'apertura ai tennisti professionisti degli eventi più importanti, tutti i tornei erano riservati ad atleti dilettanti. Nel 1920 i tornei si distinguevano in pro e amatoriali: ai primi potevano partecipare solo i giocatori professionisti, mentre ai secondi potevano partecipare solo i tennisti dilettanti, tra questi c'erano i tornei del Grande Slam: gli Australian Championships, il Campionato francese di tennis, il Torneo di Wimbledon e gli U.S. National Championships.

## Calendario

### Legenda
| Tornei amatoriali       |
| Tornei professionistici |

### Gennaio
| Settimana  | Torneo                                                                        | Vincitore                         | Finalista                    | Semifinalisti | Eliminati ai quarti |
| ---------- | ----------------------------------------------------------------------------- | --------------------------------- | ---------------------------- | ------------- | ------------------- |
| gennaio    | Canadian Covered Court Championships 1920 Montréal, Canada Singolare - Doppio | Henri Laframboise                 | non conosciuta (bandiera)    |               |                     |
| gennaio    | Canadian Covered Court Championships 1920 Montréal, Canada Singolare - Doppio |                                   |                              |               |                     |
| gennaio    | Transvaal Championships 1920 Johannesburg, Sudafrica Singolare - Doppio       | Brian Norton 11-9 6-3 1-6 6-1 6-4 | Louis Raymond                |               |                     |
| gennaio    | Transvaal Championships 1920 Johannesburg, Sudafrica Singolare - Doppio       |                                   |                              |               |                     |
| 11 gennaio | Beausite First Meeting 1920 Cannes, Francia Singolare - Doppio                | Josiah Ritchie 6-1 6-2            | Ambrose Nevil Waddell Dudley |               |                     |
| 11 gennaio | Beausite First Meeting 1920 Cannes, Francia Singolare - Doppio                |                                   |                              |               |                     |
| 18 gennaio | Carlton Club First Meeting 1920 Cannes, Francia Singolare - Doppio            | Gordon Lowe 6-3 7-5               | Alfred Hunter                |               |                     |
| 18 gennaio | Carlton Club First Meeting 1920 Cannes, Francia Singolare - Doppio            |                                   |                              |               |                     |

### Febbraio
| Settimana   | Torneo                                                                            | Vincitore                                                | Finalista                             | Semifinalisti | Eliminati ai quarti |
| ----------- | --------------------------------------------------------------------------------- | -------------------------------------------------------- | ------------------------------------- | ------------- | ------------------- |
| 15 febbraio | Seventh Regiment Championships 1920 New York, USA Singolare - Doppio              | Frank Anderson 7-5 6-1 6-2                               | Frederick Anderson                    |               |                     |
| 15 febbraio | Seventh Regiment Championships 1920 New York, USA Singolare - Doppio              | Arthur Cragin William Dickson Cunningham 6-2 4-6 7-5 8-6 | George Moore Samuel Robert McAllister |               |                     |
| 15 febbraio | Torneo di Hyeres 1920 Hyères, Francia Singolare - Doppio                          | Gordon Lowe 6-4 6-0 6-1                                  | Alain Gerbault                        |               |                     |
| 15 febbraio | Torneo di Hyeres 1920 Hyères, Francia Singolare - Doppio                          |                                                          |                                       |               |                     |
| 21 febbraio | South of France Championships 1920 Nizza, Francia Singolare - Doppio              | Michel Soumarokoff 7-5 6-2 2-6 6-3 6-1                   | Alain Gerbault                        |               |                     |
| 21 febbraio | South of France Championships 1920 Nizza, Francia Singolare - Doppio              |                                                          |                                       |               |                     |
| 22 febbraio | Carlton Club Second Meeting 1920 Cannes, Francia Singolare - Doppio               | Gordon Lowe 6-4 6-2                                      | Josiah Ritchie                        |               |                     |
| 22 febbraio | Carlton Club Second Meeting 1920 Cannes, Francia Singolare - Doppio               |                                                          |                                       |               |                     |
| 29 febbraio | New South Wales Hard Court Championships 1920 Dubbo, Australia Singolare - Doppio | Clarence Todd                                            | non conosciuta (bandiera)             |               |                     |
| 29 febbraio | New South Wales Hard Court Championships 1920 Dubbo, Australia Singolare - Doppio |                                                          |                                       |               |                     |

### Marzo
| Settimana | Torneo                                                                      | Vincitore                                 | Finalista                    | Semifinalisti | Eliminati ai quarti |
| --------- | --------------------------------------------------------------------------- | ----------------------------------------- | ---------------------------- | ------------- | ------------------- |
| marzo     | South African Championships 1920 Johannesburg, Sudafrica Singolare - Doppio | Brian Norton 1-6 6-4 6-4 6-3              | Louis Raymond                |               |                     |
| marzo     | South African Championships 1920 Johannesburg, Sudafrica Singolare - Doppio |                                           |                              |               |                     |
| 1º marzo  | Torneo di Beaulieu 1920 Beaulieu-sur-Mer, Francia Singolare - Doppio        | Josiah Ritchie 7-5 3-6 6-3                | Gordon Lowe                  |               |                     |
| 1º marzo  | Torneo di Beaulieu 1920 Beaulieu-sur-Mer, Francia Singolare - Doppio        |                                           |                              |               |                     |
| 4 marzo   | Florida State Championships 1920 Palm Beach, USA Singolare - Doppio         | Ichiya Kumagae 6-2 8-6 6-3                | Craig Biddle                 |               |                     |
| 4 marzo   | Florida State Championships 1920 Palm Beach, USA Singolare - Doppio         | Ichiya Kumagae S. Kashllo 3-6 6-2 6-0 6-3 | Craig Biddle Beals Wright    |               |                     |
| 7 marzo   | Monte Carlo Cup 1920 Monte Carlo, Monte Carlo Singolare - Doppio            | Gordon Lowe 7-5 6-2                       | Josiah Ritchie               |               |                     |
| 7 marzo   | Monte Carlo Cup 1920 Monte Carlo, Monte Carlo Singolare - Doppio            |                                           |                              |               |                     |
| 14 marzo  | Riviera Championships 1920 Mentone, Francia Singolare - Doppio              | Nicolas Mishu 4-3 ritiro                  | Gordon Lowe                  |               |                     |
| 14 marzo  | Riviera Championships 1920 Mentone, Francia Singolare - Doppio              |                                           |                              |               |                     |
| 20 marzo  | Australasian Championships 1920 Adelaide, Australia Singolare - Doppio      | Pat O'Hara Wood 6-3 4-6 6-8 6-1 6-3       | Ronald Thomas                |               |                     |
| 20 marzo  | Australasian Championships 1920 Adelaide, Australia Singolare - Doppio      | Pat O'Hara Wood Ron Thomas 6-1 6-0 7-5    | Horace Rice Ray Taylor       |               |                     |
| 28 marzo  | Côte d'Azur Championships 1920 Cannes, Francia Singolare - Doppio           | Josiah Ritchie 3-6 6-0 6-4 5-7 6-1        | Ambrose Nevil Waddell Dudley |               |                     |
| 28 marzo  | Côte d'Azur Championships 1920 Cannes, Francia Singolare - Doppio           |                                           |                              |               |                     |

### Aprile
| Settimana | Torneo                                                                                | Vincitore                                      | Finalista                       | Semifinalisti | Eliminati ai quarti |
| --------- | ------------------------------------------------------------------------------------- | ---------------------------------------------- | ------------------------------- | ------------- | ------------------- |
| aprile    | Nice Second Meeting 1920 Nizza, Francia Singolare - Doppio                            | Gordon Lowe 6-3 6-1 6-0                        | Leonce Aslangul                 |               |                     |
| aprile    | Nice Second Meeting 1920 Nizza, Francia Singolare - Doppio                            |                                                |                                 |               |                     |
| aprile    | German Championships 1920 Berlino, Germania Singolare - Doppio                        | Oscar Kreuzer 6-0 6-0 6-2                      | Louis Maria Heyden              |               |                     |
| aprile    | German Championships 1920 Berlino, Germania Singolare - Doppio                        |                                                |                                 |               |                     |
| 3 aprile  | US Indoors 1920 New York, USA Singolare - Doppio                                      | Bill Tilden 10-8 6-3 6-1                       | Vincent Richards                |               |                     |
| 3 aprile  | US Indoors 1920 New York, USA Singolare - Doppio                                      | Bill Tilden Vincent Richards 6-3 3-6 6-4 12-10 | Sam Hardy Samuel Howard Voshell |               |                     |
| 5 aprile  | Cannes Championships 1920 Cannes, Francia Singolare - Doppio                          | Lewis Barclay 6-2 7-5 3-6 7-9 6-1              | Francis Marion Bates Fisher     |               |                     |
| 5 aprile  | Cannes Championships 1920 Cannes, Francia Singolare - Doppio                          |                                                |                                 |               |                     |
| 11 aprile | French Covered Court Championships 1920 Parigi, Francia Singolare - Doppio            | André Gobert 6-1 4-6 1-6 6-3 6-2               | William Laurentz                |               |                     |
| 11 aprile | French Covered Court Championships 1920 Parigi, Francia Singolare - Doppio            |                                                |                                 |               |                     |
| 11 aprile | Metropole Club Championships 1920 Cannes, Francia Singolare - Doppio                  | Gordon Lowe 7-9 6-2 1-6 6-3 6-2                | Francis Marion Bates Fisher     |               |                     |
| 11 aprile | Metropole Club Championships 1920 Cannes, Francia Singolare - Doppio                  |                                                |                                 |               |                     |
| 14 aprile | North & South Championships 1920 Pinehurst, USA Terra rossa Singolare - Doppio        | Bill Tilden 6-4 11-13 6-3 6-4                  | Samuel Howard Voshell           |               |                     |
| 14 aprile | North & South Championships 1920 Pinehurst, USA Terra rossa Singolare - Doppio        | Samuel Howard Voshell Sam Hardy 10-8 6-3 6-2   | Bill Tilden Carlton Shafer      |               |                     |
| 18 aprile | Beausite Second Meeting 1920 Cannes, Francia Singolare - Doppio                       | Alfred Hunter 3 sets                           | Alain Gerbault                  |               |                     |
| 18 aprile | Beausite Second Meeting 1920 Cannes, Francia Singolare - Doppio                       |                                                |                                 |               |                     |
| 25 aprile | Roehampton Hard Court Championships 1920 Roehampton, Gran Bretagna Singolare - Doppio | Bell 8-10 8-6 6-4 6-4                          | L. Davín                        |               |                     |
| 25 aprile | Roehampton Hard Court Championships 1920 Roehampton, Gran Bretagna Singolare - Doppio |                                                |                                 |               |                     |

### Maggio
| Settimana | Torneo                                                                                         | Vincitore                                       | Finalista                         | Semifinalisti                 | Eliminati ai quarti                             |
| --------- | ---------------------------------------------------------------------------------------------- | ----------------------------------------------- | --------------------------------- | ----------------------------- | ----------------------------------------------- |
| Maggio    | Spanish International Championships 1920 Barcellona, Spagna Singolare - Doppio                 | Marcel Dupont 3-6, 6-4, 7-5, 2-6, 6-3           | Maurice Germot                    | José Maria Alonso Max Décugis | Quirante Eduardo Flaquer Arturo Leask F. de Ros |
| Maggio    | Spanish International Championships 1920 Barcellona, Spagna Singolare - Doppio                 |                                                 |                                   | José Maria Alonso Max Décugis | Quirante Eduardo Flaquer Arturo Leask F. de Ros |
| 1º maggio | British Covered Court Championships 1920 Londra, Gran Bretagna Singolare - Doppio              | André Gobert 6-4 7-5 6-2                        | Percival Davson                   |                               |                                                 |
| 1º maggio | British Covered Court Championships 1920 Londra, Gran Bretagna Singolare - Doppio              |                                                 |                                   |                               |                                                 |
| 2 maggio  | Phyllis Court Hard Court Championships 1920 Henley-on-Thames, Gran Bretagna Singolare - Doppio | Lewis Barclay 4-6 6-2 6-3 6-3                   | George Stoddart                   |                               |                                                 |
| 2 maggio  | Phyllis Court Hard Court Championships 1920 Henley-on-Thames, Gran Bretagna Singolare - Doppio |                                                 |                                   |                               |                                                 |
| 9 maggio  | Hurlingham Hard Court Championships 1920 Hurlingham, Gran Bretagna Singolare - Doppio          | Gordon Lowe 2-6 9-7 7-5                         | Josiah Ritchie                    |                               |                                                 |
| 9 maggio  | Hurlingham Hard Court Championships 1920 Hurlingham, Gran Bretagna Singolare - Doppio          |                                                 |                                   |                               |                                                 |
| 9 maggio  | Hendon Hard Court Championships 1920 Hendon, Gran Bretagna Singolare - Doppio                  | Francis Marion Bates Fisher 6-1 2-6 2-6 6-4 6-3 | Nicolas Mishu                     |                               |                                                 |
| 9 maggio  | Hendon Hard Court Championships 1920 Hendon, Gran Bretagna Singolare - Doppio                  |                                                 |                                   |                               |                                                 |
| 11 maggio | Dovercourt Hard Court Championships 1920 Dovercourt, Gran Bretagna Singolare - Doppio          | Jack Montagu Hillyard 6-3 6-4                   | Ward                              |                               |                                                 |
| 11 maggio | Dovercourt Hard Court Championships 1920 Dovercourt, Gran Bretagna Singolare - Doppio          |                                                 |                                   |                               |                                                 |
| 14 maggio | New South Wales Championships 1920 Sydney, Australia Singolare - Doppio                        | R. O'Neill 6-4, 4-6, 6-1, 6-3                   | Eric Pockley                      |                               |                                                 |
| 14 maggio | New South Wales Championships 1920 Sydney, Australia Singolare - Doppio                        |                                                 |                                   |                               |                                                 |
| 15 maggio | Chevy Chase Club Championships 1920 Washington, USA Singolare - Doppio                         | Ichiya Kumagae Round Robin                      | Willard Botsford Bill Tilden Pell |                               |                                                 |
| 15 maggio | Chevy Chase Club Championships 1920 Washington, USA Singolare - Doppio                         |                                                 |                                   |                               |                                                 |
| 21 maggio | Torneo di Roehampton 1920 Roehampton, Gran Bretagna Singolare - Doppio                         | Gordon Lowe 4-6 8-6 7-5 6-1                     | Brian Norton                      |                               |                                                 |
| 21 maggio | Torneo di Roehampton 1920 Roehampton, Gran Bretagna Singolare - Doppio                         |                                                 |                                   |                               |                                                 |
| 22 maggio | Surrey Championships 1920 Surbiton, Gran Bretagna Singolare - Doppio                           | Francis Marion Bates Fisher 6-4 6-4 6-1         | Theodore Michel Mavrogordato      |                               |                                                 |
| 22 maggio | Surrey Championships 1920 Surbiton, Gran Bretagna Singolare - Doppio                           |                                                 |                                   |                               |                                                 |
| 24 maggio | Harlem Tennis Club Championships 1920 New York, USA Singolare - Doppio                         | Frederick Anderson 6-4 0-6 6-2 2-6 6-2          | Allen Hawthorne Behr              |                               |                                                 |
| 24 maggio | Harlem Tennis Club Championships 1920 New York, USA Singolare - Doppio                         |                                                 |                                   |                               |                                                 |
| 28 maggio | North of England Hard Court Championships 1920 Scarborough, Gran Bretagna Singolare - Doppio   | Mark D. Hick 6-2 7-5 6-4                        | C.H. Watson                       |                               |                                                 |
| 28 maggio | North of England Hard Court Championships 1920 Scarborough, Gran Bretagna Singolare - Doppio   |                                                 |                                   |                               |                                                 |
| 29 maggio | Middlesex Championships 1920 Chiswick Park, Gran Bretagna Singolare - Doppio                   | Randolph Lycett 6-1 9-7 6-8 6-3                 | Josiah Ritchie                    |                               |                                                 |
| 29 maggio | Middlesex Championships 1920 Chiswick Park, Gran Bretagna Singolare - Doppio                   |                                                 |                                   |                               |                                                 |
| 30 maggio | World Hard Court Championships 1920 Saint-Cloud, Francia Singolare - Doppio                    | William Laurentz 9-7 6-2 3-6 6-2                | André Gobert                      |                               |                                                 |
| 30 maggio | World Hard Court Championships 1920 Saint-Cloud, Francia Singolare - Doppio                    | André Gobert William Laurentz 6-4 6-2 6-1       | Cecil Blackbeard Nicolas Mishu    |                               |                                                 |
| 30 maggio | Worcestershire Championships 1920 Malvern, Gran Bretagna Singolare - Doppio                    | George Alan Thomas 6-0 2-6 6-3                  | Leonard Lyle                      |                               |                                                 |
| 30 maggio | Worcestershire Championships 1920 Malvern, Gran Bretagna Singolare - Doppio                    |                                                 |                                   |                               |                                                 |
| 30 maggio | West of England Championships 1920 Bristol, Gran Bretagna Singolare - Doppio                   | Francis Marion Bates Fisher 5-7 6-4 6-2 6-2     | Frank Riseley                     |                               |                                                 |
| 30 maggio | West of England Championships 1920 Bristol, Gran Bretagna Singolare - Doppio                   |                                                 |                                   |                               |                                                 |

### Giugno
| Settimana | Torneo                                                                                      | Vincitore                                                | Finalista                       | Semifinalisti | Eliminati ai quarti |
| --------- | ------------------------------------------------------------------------------------------- | -------------------------------------------------------- | ------------------------------- | ------------- | ------------------- |
| 5 giugno  | Eastern New York Clay Court Championships 1920 New York, USA Terra rossa Singolare - Doppio | Ichiya Kumagae 6-1 8-6 6-4                               | Vincent Richards                |               |                     |
| 5 giugno  | Eastern New York Clay Court Championships 1920 New York, USA Terra rossa Singolare - Doppio | Ichiya Kumagae Hunter 7-5 5-7 3-6 6-2 6-2                | Fred Anderson B. Letson         |               |                     |
| 5 giugno  | Torneo di Sundridge Park 1920 Sundridge Park, Gran Bretagna Singolare - Doppio              | Clive Branfoot 7-5 6-3                                   | Monty Temple                    |               |                     |
| 5 giugno  | Torneo di Sundridge Park 1920 Sundridge Park, Gran Bretagna Singolare - Doppio              |                                                          |                                 |               |                     |
| 5 giugno  | Northern Championships 1920 Liverpool, Gran Bretagna Singolare - Doppio                     | Theodore Michel Mavrogordato 8-6 6-2 5-7 3-0 ritiro      | Randolph Lycett                 |               |                     |
| 5 giugno  | Northern Championships 1920 Liverpool, Gran Bretagna Singolare - Doppio                     |                                                          |                                 |               |                     |
| 5 giugno  | Hertfordshire Championships 1920 Harpenden, Gran Bretagna Singolare - Doppio                | Frank H. Jarvis 4-6 6-4 6-4                              | Jack Montagu Hillyard           |               |                     |
| 5 giugno  | Hertfordshire Championships 1920 Harpenden, Gran Bretagna Singolare - Doppio                |                                                          |                                 |               |                     |
| 5 giugno  | North London Championships 1920 Londra, Gran Bretagna Singolare - Doppio                    | Zenzo Shimizu 6-3 6-4 6-4                                | Arthur Holden Lowe              |               |                     |
| 5 giugno  | North London Championships 1920 Londra, Gran Bretagna Singolare - Doppio                    |                                                          |                                 |               |                     |
| 12 giugno | Kent Championships 1920 Beckenham, Gran Bretagna Singolare - Doppio                         | Algernon Kingscote 7-5 3-2 ritiro                        | Zenzo Shimizu                   |               |                     |
| 12 giugno | Kent Championships 1920 Beckenham, Gran Bretagna Singolare - Doppio                         |                                                          |                                 |               |                     |
| 13 giugno | Campionato francese di tennis 1920 Parigi, Francia Terra rossa Singolare - Doppio           | André Gobert 6-3 3-6 1-6 6-2 6-3                         | Max Décugis                     |               |                     |
| 13 giugno | Campionato francese di tennis 1920 Parigi, Francia Terra rossa Singolare - Doppio           | Max Décugis Maurice Germot                               |                                 |               |                     |
| 13 giugno | New Jersey State Championships 1920 Montclair, USA Terra rossa Singolare - Doppio           | Harold Throckmorton 6-3 6-2 6-4                          | Willard Botsford                |               |                     |
| 13 giugno | New Jersey State Championships 1920 Montclair, USA Terra rossa Singolare - Doppio           | Letson Anderson 6-3 4-6 6-4 3-6 6-3                      | Alfred Hammett Henderson        |               |                     |
| 20 giugno | New York State Championships 1920 New York, USA Singolare - Doppio                          | Dean Mathey 6-0 6-2 6-2                                  | Robert S. Stoddart              |               |                     |
| 20 giugno | New York State Championships 1920 New York, USA Singolare - Doppio                          |                                                          |                                 |               |                     |
| 20 giugno | Queen's Club Championships 1920 Londra, Gran Bretagna Erba Singolare - Doppio               | Bill Johnston 4-6 6-2 6-4                                | Bill Tilden                     |               |                     |
| 20 giugno | Queen's Club Championships 1920 Londra, Gran Bretagna Erba Singolare - Doppio               |                                                          |                                 |               |                     |
| 20 giugno | New England Championships 1920 Hartford, USA Singolare - Doppio                             | Maxwell Banks 6-4 6-1 6-2                                | G.W. Pike                       |               |                     |
| 20 giugno | New England Championships 1920 Hartford, USA Singolare - Doppio                             | H.H. Hyde L.H. Wiley 6-2 9-7 6-4                         | G.W. Pike H.L. Davenport        |               |                     |
| 20 giugno | Torneo di Cheltenham 1920 Cheltenham, Gran Bretagna Singolare - Doppio                      | George Alan Thomas 6-2 6-1                               | C.J. Brierley                   |               |                     |
| 20 giugno | Torneo di Cheltenham 1920 Cheltenham, Gran Bretagna Singolare - Doppio                      |                                                          |                                 |               |                     |
| 27 giugno | Delaware State Championships 1920 Wilmington, USA Singolare - Doppio                        | Dean Mathey 6-4 6-4 1-6 6-4                              | Wallace Ford Johnson            |               |                     |
| 27 giugno | Delaware State Championships 1920 Wilmington, USA Singolare - Doppio                        | Wallace Ford Johnson Stanley Pearson 6-3 3-6 ?-6 6-3 9-7 | J.T. Thayer A.D. Thayer         |               |                     |
| 27 giugno | Metropolitan Grass Court Championships 1920 New York, USA Singolare - Doppio                | Ichiya Kumagae 6-0 6-1 6-3                               | Samuel Howard Voshell           |               |                     |
| 27 giugno | Metropolitan Grass Court Championships 1920 New York, USA Singolare - Doppio                | Binzen Ichiya Kumagae 6-4 6-3 6-1                        | Von Bemuth Haines               |               |                     |
| 29 giugno | Durham Championships 1920 Sunderland, Gran Bretagna Singolare - Doppio                      | Cecim J. Tindell Green 6-3 9-7 7-5                       | Clive Branfoot                  |               |                     |
| 29 giugno | Durham Championships 1920 Sunderland, Gran Bretagna Singolare - Doppio                      |                                                          |                                 |               |                     |
| 29 giugno | Pacific Coast Championships 1920 Berkeley, USA Cemento Singolare - Doppio                   | Willis Davis 10-8 6-4 2-6 6-3                            | Clarence Griffin                |               |                     |
| 29 giugno | Pacific Coast Championships 1920 Berkeley, USA Cemento Singolare - Doppio                   | Robert Kinsey Howard Kinsey 6-1 6-1 6-1                  | Clarence Griffin Mervyn Griffin |               |                     |

### Luglio
| Settimana | Torneo                                                                                   | Vincitore                                                                | Finalista                      | Semifinalisti | Eliminati ai quarti |
| --------- | ---------------------------------------------------------------------------------------- | ------------------------------------------------------------------------ | ------------------------------ | ------------- | ------------------- |
| luglio    | Canadian Championships 1920 Winnipeg, Canada Singolare - Doppio                          | Paul B. Bennett 6-3, 7-5, 6-4                                            | William LeRoy Rennie           |               |                     |
| luglio    | Canadian Championships 1920 Winnipeg, Canada Singolare - Doppio                          | Paul B. Bennett Frederick William Leistikow                              |                                |               |                     |
| 3 luglio  | Torneo di Wimbledon 1920 Londra, Gran Bretagna Singolare - Doppio                        | Bill Tilden 2-6 6-2 6-3 6-4                                              | Gerald Patterson               |               |                     |
| 3 luglio  | Torneo di Wimbledon 1920 Londra, Gran Bretagna Singolare - Doppio                        | Richard Norris Williams Chuck Garland 4-6 6-4 7-5 6-2                    | Algernon Kingscote James Parke |               |                     |
| 4 luglio  | Brooklyn Championships 1920 New York, USA Singolare - Doppio                             | Frank Anderson 11-13 6-4 2-6 6-8 7-5                                     | Francis Townsend Hunter        |               |                     |
| 4 luglio  | Brooklyn Championships 1920 New York, USA Singolare - Doppio                             |                                                                          |                                |               |                     |
| 4 luglio  | Austrian International Championships 1920 Vienna, Austria Terra rossa Singolare - Doppio | Ludwig Albrecht Constantin Maria Count von Salm Hoogstraeten 6-4 6-4 6-1 | John Masterman                 |               |                     |
| 4 luglio  | Austrian International Championships 1920 Vienna, Austria Terra rossa Singolare - Doppio |                                                                          |                                |               |                     |
| 5 luglio  | Mid-Kent Championships 1920 Maidstone, Gran Bretagna Singolare - Doppio                  | L. Davín 6-3 1-6 6-2 1-6 6-4                                             | John Masterman                 |               |                     |
| 5 luglio  | Mid-Kent Championships 1920 Maidstone, Gran Bretagna Singolare - Doppio                  |                                                                          |                                |               |                     |
| 11 luglio | Torneo di Winchester 1920 Winchester, Gran Bretagna Singolare - Doppio                   | Charles Winslow 6-4 6-8 10-8                                             | Louis Raymond                  |               |                     |
| 11 luglio | Torneo di Winchester 1920 Winchester, Gran Bretagna Singolare - Doppio                   |                                                                          |                                |               |                     |
| 11 luglio | North Side Championships 1920 New York, USA Singolare - Doppio                           | Francis Townsend Hunter 6-2 6-3 6-2                                      | Alfred Hammett                 |               |                     |
| 11 luglio | North Side Championships 1920 New York, USA Singolare - Doppio                           |                                                                          |                                |               |                     |
| 11 luglio | Torneo di Epsom 1920 Epsom, Gran Bretagna Singolare - Doppio                             | Cecil R. Blackbeard 7-5 7-5                                              | Gordon Lowe                    |               |                     |
| 11 luglio | Torneo di Epsom 1920 Epsom, Gran Bretagna Singolare - Doppio                             |                                                                          |                                |               |                     |
| 13 luglio | Torneo di Norwich 1920 Norwich, Gran Bretagna Singolare - Doppio                         | Cecim J. Tindell Green 6-1 5-7 6-1 4-1 ritiro                            | O.C. Johnson                   |               |                     |
| 13 luglio | Torneo di Norwich 1920 Norwich, Gran Bretagna Singolare - Doppio                         |                                                                          |                                |               |                     |
| 17 luglio | Welsh Championships 1920 Newport, Gran Bretagna Singolare - Doppio                       | Freeman 6-2 4-6 6-1 6-3                                                  | Cecil Lonsford Sweet-Escott    |               |                     |
| 17 luglio | Welsh Championships 1920 Newport, Gran Bretagna Singolare - Doppio                       |                                                                          |                                |               |                     |
| 17 luglio | Torneo di Frinton-on-Sea 1920 Frinton-on-Sea, Gran Bretagna Singolare - Doppio           | Gordon Lowe 10-8 6-3 6-2                                                 | Arthur M. Lovibond             |               |                     |
| 17 luglio | Torneo di Frinton-on-Sea 1920 Frinton-on-Sea, Gran Bretagna Singolare - Doppio           |                                                                          |                                |               |                     |
| 17 luglio | Irish Championships 1920 Dublino, Irlanda Singolare - Doppio                             | Valentine Miley 2-6 5-7 6-3 6-1 8-6                                      | George Alan Thomas             |               |                     |
| 17 luglio | Irish Championships 1920 Dublino, Irlanda Singolare - Doppio                             |                                                                          |                                |               |                     |
| 17 luglio | Torneo di Ashby-de-la-Zouch 1920 Ashby-de-la-Zouch, Gran Bretagna Singolare - Doppio     | Louis Raymond 6-0 6-4                                                    | Cecim J. Tindell Green         |               |                     |
| 17 luglio | Torneo di Ashby-de-la-Zouch 1920 Ashby-de-la-Zouch, Gran Bretagna Singolare - Doppio     |                                                                          |                                |               |                     |
| 18 luglio | Shropshire Championships 1920 Shrewsbury, Gran Bretagna Singolare - Doppio               | George Stoddart 6-1 6-2 3-6 6-1                                          | Gerald Millard                 |               |                     |
| 18 luglio | Shropshire Championships 1920 Shrewsbury, Gran Bretagna Singolare - Doppio               |                                                                          |                                |               |                     |
| 18 luglio | Torneo di Reigate 1920 Reigate, Gran Bretagna Singolare - Doppio                         | F.P. Down walkover                                                       | Wallace                        |               |                     |
| 18 luglio | Torneo di Reigate 1920 Reigate, Gran Bretagna Singolare - Doppio                         |                                                                          |                                |               |                     |
| 18 luglio | Middle States Championships 1920 Filadelfia, USA Erba Singolare - Doppio                 | Wallace Ford Johnson 3-6 6-1 7-5 6-1                                     | Stanley W. Pearson             |               |                     |
| 18 luglio | Middle States Championships 1920 Filadelfia, USA Erba Singolare - Doppio                 | Wallace Ford Johnson Stanley W. Pearson 6-2 4-6 6-2 15-13                | Thayer Evans                   |               |                     |
| 18 luglio | U.S. Men's Clay Court Championships 1920 Chicago, USA Terra rossa Singolare - Doppio     | Roland Roberts 6-3 6-1 6-3                                               | Vincent Richards               |               |                     |
| 18 luglio | U.S. Men's Clay Court Championships 1920 Chicago, USA Terra rossa Singolare - Doppio     | Vincent Richards Roland Roberts                                          | Walter T. Hayes Ralph Burdick  |               |                     |
| 19 luglio | Long Island Championships 1920 Woodmere, USA Singolare - Doppio                          | Willard Botsford 9-7 6-3 6-3                                             | Frederick Anderson             |               |                     |
| 19 luglio | Long Island Championships 1920 Woodmere, USA Singolare - Doppio                          |                                                                          |                                |               |                     |
| 20 luglio | Nottinghamshire Championships 1920 Nottingham, Gran Bretagna Singolare - Doppio          | Charles Winslow 7-5 4-6 0-6 6-3 6-1                                      | Louis Raymond                  |               |                     |
| 20 luglio | Nottinghamshire Championships 1920 Nottingham, Gran Bretagna Singolare - Doppio          |                                                                          |                                |               |                     |
| 20 luglio | Warwickshire Championships 1920 Leamington, Gran Bretagna Singolare - Doppio             | John Masterman 6-0 6-0                                                   | C. Whitehouse                  |               |                     |
| 20 luglio | Warwickshire Championships 1920 Leamington, Gran Bretagna Singolare - Doppio             |                                                                          |                                |               |                     |
| 20 luglio | Greenwich Field Club Invitational 1920 Greenwich, USA Singolare - Doppio                 | Harold Throckmorton 6-4 6-3 6-2                                          | Samuel Howard Voshell          |               |                     |
| 20 luglio | Greenwich Field Club Invitational 1920 Greenwich, USA Singolare - Doppio                 | Samuel Howard Voshell Harold Throckmorton 7-5 2-6 6-3 6-2                | LeRoy Dean Mathey              |               |                     |
| 24 luglio | Midland Counties Championships 1920 Edgbaston, Gran Bretagna Singolare - Doppio          | Bill Tilden 6-4 6-2 3-6 6-4                                              | Charles Winslow                |               |                     |
| 24 luglio | Midland Counties Championships 1920 Edgbaston, Gran Bretagna Singolare - Doppio          |                                                                          |                                |               |                     |
| 25 luglio | Torneo di Watford 1920 Watford, Gran Bretagna Singolare - Doppio                         | Frank H. Jarvis 6-1 7-5                                                  | I.S. White                     |               |                     |
| 25 luglio | Torneo di Watford 1920 Watford, Gran Bretagna Singolare - Doppio                         |                                                                          |                                |               |                     |
| 25 luglio | Scottish Championships 1920 Edimburgo, Gran Bretagna Singolare - Doppio                  | Cecil Blackbeard 6-2 14-12 9-7                                           | Charles Dixon                  |               |                     |
| 25 luglio | Scottish Championships 1920 Edimburgo, Gran Bretagna Singolare - Doppio                  |                                                                          |                                |               |                     |
| 25 luglio | Westchester Invitation Tournament 1920 Rye, USA Singolare - Doppio                       | Watson Washburn 3-6 6-0 6-2 9-7                                          | Francis Townsend Hunter        |               |                     |
| 25 luglio | Westchester Invitation Tournament 1920 Rye, USA Singolare - Doppio                       | Hall Beekaman 6-4 12-10 6-4                                              | Watson Washburn Dean Mathey    |               |                     |
| 26 luglio | Torneo di Ryde 1920 Ryde, Gran Bretagna Singolare - Doppio                               | George Alan Thomas 6-2 6-2 6-3                                           | H.N. Negretti                  |               |                     |
| 26 luglio | Torneo di Ryde 1920 Ryde, Gran Bretagna Singolare - Doppio                               |                                                                          |                                |               |                     |
| 26 luglio | Torneo di Norwood 1920 Norwood New Town, Gran Bretagna Singolare - Doppio                | Richard Norris Williams 6-3 6-4 7-5                                      | James Cecil Parke              |               |                     |
| 26 luglio | Torneo di Norwood 1920 Norwood New Town, Gran Bretagna Singolare - Doppio                |                                                                          |                                |               |                     |
| 26 luglio | Quaker Ridge Championships 1920 New York, USA Singolare - Doppio                         | Francis Townsend Hunter 6-3 6-4 7-5                                      | Joseph W. Fox                  |               |                     |
| 26 luglio | Quaker Ridge Championships 1920 New York, USA Singolare - Doppio                         |                                                                          |                                |               |                     |
| 26 luglio | Torneo di East Grinstead 1920 East Grinstead, Gran Bretagna Singolare - Doppio           | N. Field 6-2 6-2                                                         | Leslie                         |               |                     |
| 26 luglio | Torneo di East Grinstead 1920 East Grinstead, Gran Bretagna Singolare - Doppio           |                                                                          |                                |               |                     |
| 27 luglio | Torneo di Sheffield & Hallamshire 1920 Sheffield, Gran Bretagna Singolare - Doppio       | Zenzo Shimizu 4-6 6-2 6-2 4-6 7-5                                        | Randolph Lycett                |               |                     |
| 27 luglio | Torneo di Sheffield & Hallamshire 1920 Sheffield, Gran Bretagna Singolare - Doppio       |                                                                          |                                |               |                     |
| 31 luglio | Southern California Championships 1920 Los Angeles, USA Cemento Singolare - Doppio       | Robert Kinsey 6-4 6-1 6-4                                                | Harvey Snodgrass               |               |                     |
| 31 luglio | Southern California Championships 1920 Los Angeles, USA Cemento Singolare - Doppio       | McLaughlin Hawks 9-7 6-1 7-5                                             | Barker                         |               |                     |
| 31 luglio | Northumberland Championships 1920 Newcastle, Gran Bretagna Singolare - Doppio            | Charles Winslow 3-6 6-3 6-3                                              | Louis Raymond                  |               |                     |
| 31 luglio | Northumberland Championships 1920 Newcastle, Gran Bretagna Singolare - Doppio            |                                                                          |                                |               |                     |

### Agosto
| Settimana | Torneo                                                                               | Vincitore                                        | Finalista                        | Semifinalisti | Eliminati ai quarti |
| --------- | ------------------------------------------------------------------------------------ | ------------------------------------------------ | -------------------------------- | ------------- | ------------------- |
| agosto    | Torneo di Dinard 1920 Dinard, Francia Singolare - Doppio                             | Alain Gerbault 6-4 6-1 6-4                       | A. Poupon                        |               |                     |
| agosto    | Torneo di Dinard 1920 Dinard, Francia Singolare - Doppio                             |                                                  |                                  |               |                     |
| agosto    | Tri-State Championships 1920 Cincinnati, USA Singolare - Doppio                      | John Hennessey 8-10 6-3 6-3 6-4                  | Walter Kenneth Wesbrook          |               |                     |
| agosto    | Tri-State Championships 1920 Cincinnati, USA Singolare - Doppio                      | John Hennessey Fritz Bastian 6-3 6-4 2-6 5-7 6-2 | Walter Westbrook Kenneth Simmons |               |                     |
| 1º agosto | Torneo di Tunbridge Wells 1920 Tunbridge Wells, Gran Bretagna Singolare - Doppio     | George Alan Thomas 6-4 8-6                       | Charles Raymond Davys Tuckey     |               |                     |
| 1º agosto | Torneo di Tunbridge Wells 1920 Tunbridge Wells, Gran Bretagna Singolare - Doppio     |                                                  |                                  |               |                     |
| 1º agosto | Torneo di Shanklin 1920 Shanklin, Gran Bretagna Singolare - Doppio                   | George Townshend Candy Watt 0-6 4-6 6-2 6-4 6-1  | Royden Dash                      |               |                     |
| 1º agosto | Torneo di Shanklin 1920 Shanklin, Gran Bretagna Singolare - Doppio                   |                                                  |                                  |               |                     |
| 1º agosto | Torneo di Hurlingham 1920 Hurlingham, Gran Bretagna Singolare - Doppio               | Josiah Ritchie 6-4 6-1 11-9                      | Monty Temple                     |               |                     |
| 1º agosto | Torneo di Hurlingham 1920 Hurlingham, Gran Bretagna Singolare - Doppio               |                                                  |                                  |               |                     |
| 2 agosto  | British Columbia Championships 1920 Victoria, Canada Singolare - Doppio              | Phillip Neer 2-6 6-3 11-9 6-2                    | A.S. Milne                       |               |                     |
| 2 agosto  | British Columbia Championships 1920 Victoria, Canada Singolare - Doppio              |                                                  |                                  |               |                     |
| 2 agosto  | East of England Championships 1920 Felixstowe, Gran Bretagna Singolare - Doppio      | H.W. Davies 2-6 6-3 6-1                          | Leonard Lyle                     |               |                     |
| 2 agosto  | East of England Championships 1920 Felixstowe, Gran Bretagna Singolare - Doppio      |                                                  |                                  |               |                     |
| 5 agosto  | Torneo di Ilkley 1920 Ilkley, Gran Bretagna Singolare - Doppio                       | Samuel Ernest Charlton 6-2 6-1                   | List                             |               |                     |
| 5 agosto  | Torneo di Ilkley 1920 Ilkley, Gran Bretagna Singolare - Doppio                       |                                                  |                                  |               |                     |
| 6 agosto  | Seabright Invitational 1920 Seabright, USA Erba Singolare - Doppio                   | Watson Washburn 1-6 6-4 6-3 6-3                  | Willis Davis                     |               |                     |
| 6 agosto  | Seabright Invitational 1920 Seabright, USA Erba Singolare - Doppio                   | Irvin Wright Watson Washburn 2-6 6-3 6-3 8-6     | Richard Harte C. Colket Caner    |               |                     |
| 7 agosto  | Suffolk Championships 1920 Saxmundham, Gran Bretagna Singolare - Doppio              | Herbert Roper Barrett 6-0 6-2                    | H.W. Davies                      |               |                     |
| 7 agosto  | Suffolk Championships 1920 Saxmundham, Gran Bretagna Singolare - Doppio              |                                                  |                                  |               |                     |
| 7 agosto  | Torneo di Exmouth 1920 Exmouth, Gran Bretagna Singolare - Doppio                     | H.R. Fussell 5-7 6-3 6-4                         | Arthur J. Veysey                 |               |                     |
| 7 agosto  | Torneo di Exmouth 1920 Exmouth, Gran Bretagna Singolare - Doppio                     |                                                  |                                  |               |                     |
| 7 agosto  | Hampshire Championships 1920 Bournemouth, Gran Bretagna Singolare - Doppio           | Louis Raymond 4-6 7-5 7-5                        | Cecil Blackbeard                 |               |                     |
| 7 agosto  | Hampshire Championships 1920 Bournemouth, Gran Bretagna Singolare - Doppio           |                                                  |                                  |               |                     |
| 7 agosto  | Torneo di Angmering-on-Sea 1920 Angmering-on-Sea, Gran Bretagna Singolare - Doppio   | George Stoddart 8-6 7-5                          | H. Portlock                      |               |                     |
| 7 agosto  | Torneo di Angmering-on-Sea 1920 Angmering-on-Sea, Gran Bretagna Singolare - Doppio   |                                                  |                                  |               |                     |
| 7 agosto  | Queensland Championships 1920 Brisbane, Australia Singolare - Doppio                 | Bert St John 2-6 6-1 6-3 9-7                     | Edward Jordan                    |               |                     |
| 7 agosto  | Queensland Championships 1920 Brisbane, Australia Singolare - Doppio                 |                                                  |                                  |               |                     |
| 8 agosto  | Isle of Wight Sandown Championships 1920 Sandown, Gran Bretagna Singolare - Doppio   | John Brian Gilbert 6-4 6-2                       | Belchamber                       |               |                     |
| 8 agosto  | Isle of Wight Sandown Championships 1920 Sandown, Gran Bretagna Singolare - Doppio   |                                                  |                                  |               |                     |
| 13 agosto | Torneo di Knokke sur-Mer 1920 Knokke sur-Mer, Belgio Singolare - Doppio              | Jean Washer 7-5 3-6 6-3 7-5                      | Victor de Laveleye               |               |                     |
| 13 agosto | Torneo di Knokke sur-Mer 1920 Knokke sur-Mer, Belgio Singolare - Doppio              |                                                  |                                  |               |                     |
| 14 agosto | Worthing Autumn Meeting 1920 Worthing, Gran Bretagna Singolare - Doppio              | George Stoddart 6-2 6-3                          | C.L. Philcox                     |               |                     |
| 14 agosto | Worthing Autumn Meeting 1920 Worthing, Gran Bretagna Singolare - Doppio              |                                                  |                                  |               |                     |
| 14 agosto | Newport Casino Trophy 1920 Newport, USA Singolare - Doppio                           | Clarence James Griffin 6-3 4-6 2-6 6-4 6-3       | Bill Johnston                    |               |                     |
| 14 agosto | Newport Casino Trophy 1920 Newport, USA Singolare - Doppio                           |                                                  |                                  |               |                     |
| 14 agosto | Hastings & St Leonards Championships 1920 Hastings, Gran Bretagna Singolare - Doppio | George Golding 7-5 2-6 6-1 6-4                   | Cutler                           |               |                     |
| 14 agosto | Hastings & St Leonards Championships 1920 Hastings, Gran Bretagna Singolare - Doppio |                                                  |                                  |               |                     |
| 14 agosto | Derbyshire Championships 1920 Buxton, Gran Bretagna Singolare - Doppio               | Alain Gerbault 6-3 6-3 6-2                       | Worthington                      |               |                     |
| 14 agosto | Derbyshire Championships 1920 Buxton, Gran Bretagna Singolare - Doppio               |                                                  |                                  |               |                     |
| 15 agosto | Isle of Wight Ventnor Championships 1920 Ventnor, Gran Bretagna Singolare - Doppio   | Foster 3-6 6-3 6-3                               | AT Hill                          |               |                     |
| 15 agosto | Isle of Wight Ventnor Championships 1920 Ventnor, Gran Bretagna Singolare - Doppio   |                                                  |                                  |               |                     |
| 15 agosto | West Wales Championships 1920 Tenby, Gran Bretagna Singolare - Doppio                | Freeman 6-0 6-3 6-0                              | H.R. Lymbery                     |               |                     |
| 15 agosto | West Wales Championships 1920 Tenby, Gran Bretagna Singolare - Doppio                |                                                  |                                  |               |                     |
| 16 agosto | Norfolk Championships 1920 Cromer, Gran Bretagna Singolare - Doppio                  | William Alfred Ingram 6-1 6-2 7-5                | Harold Issidro Tower Aitken      |               |                     |
| 16 agosto | Norfolk Championships 1920 Cromer, Gran Bretagna Singolare - Doppio                  |                                                  |                                  |               |                     |
| 16 agosto | Torneo di Criccieth 1920 Criccieth, Gran Bretagna Singolare - Doppio                 | Samuel Ernest Charlton 6-2 6-4                   | Frank Riseley                    |               |                     |
| 16 agosto | Torneo di Criccieth 1920 Criccieth, Gran Bretagna Singolare - Doppio                 |                                                  |                                  |               |                     |
| 18 agosto | Longwood Bowl 1920 Brookline, USA Singolare - Doppio                                 | Bill Johnston 6-4 6-0 6-0                        | Nathaniel Niles                  |               |                     |
| 18 agosto | Longwood Bowl 1920 Brookline, USA Singolare - Doppio                                 |                                                  |                                  |               |                     |
| 21 agosto | North of England Championships 1920 Scarborough, Gran Bretagna Singolare - Doppio    | Sherwell 4-6 6-4 7-5                             | Clive Branfoot                   |               |                     |
| 21 agosto | North of England Championships 1920 Scarborough, Gran Bretagna Singolare - Doppio    |                                                  |                                  |               |                     |
| 21 agosto | Tennis ai Giochi della VII Olimpiade Anversa, Belgio Singolare - Doppio              | Louis Raymond 5-7 6-4 7-5 6-4                    | Ichiya Kumagae                   |               |                     |
| 21 agosto | Tennis ai Giochi della VII Olimpiade Anversa, Belgio Singolare - Doppio              |                                                  |                                  |               |                     |
| 22 agosto | Torneo di Margate 1920 Margate, Gran Bretagna Singolare - Doppio                     | Charles Dixon 3-6 4-6 6-4 7-5 6-2                | Cyril Eltringham                 |               |                     |
| 22 agosto | Torneo di Margate 1920 Margate, Gran Bretagna Singolare - Doppio                     |                                                  |                                  |               |                     |
| 22 agosto | Torneo di Le Havre 1920 Le Havre, Francia Singolare - Doppio                         | G. Jung 6 6-3 6-3                                | J. Roederer                      |               |                     |
| 22 agosto | Torneo di Le Havre 1920 Le Havre, Francia Singolare - Doppio                         |                                                  |                                  |               |                     |
| 27 agosto | Dorset Championships 1920 Parkstone, Gran Bretagna Singolare - Doppio                | Charles Raymond Davys Tuckey 6-0 7-5             | William Radcliffe                |               |                     |
| 27 agosto | Dorset Championships 1920 Parkstone, Gran Bretagna Singolare - Doppio                |                                                  |                                  |               |                     |
| 28 agosto | Southampton Invitation 1920 Southampton, USA Erba Singolare - Doppio                 | Vincent Richards 6-4 6-2 4-6 6-0                 | William Jackson Clothier         |               |                     |
| 28 agosto | Southampton Invitation 1920 Southampton, USA Erba Singolare - Doppio                 | Vincent Richards Burdick 6-2 3-6 4-6 6-2 7-5     | Bill Tilden Chuck Garland        |               |                     |
| 29 agosto | Torneo di Southampton 1920 Southampton, Gran Bretagna Singolare - Doppio             | George Henry Dodd 6-4 2-6 2-6 6-3 6-4            | George Alan Thomas               |               |                     |
| 29 agosto | Torneo di Southampton 1920 Southampton, Gran Bretagna Singolare - Doppio             |                                                  |                                  |               |                     |
| 29 agosto | Torneo di Deauville 1920 Deauville, Francia Singolare - Doppio                       | J. Sabès 6-3 6-4 7-5                             | R. Barbas                        |               |                     |
| 29 agosto | Torneo di Deauville 1920 Deauville, Francia Singolare - Doppio                       |                                                  |                                  |               |                     |
| 29 agosto | Torneo di Carlisle 1920 Carlisle, Gran Bretagna Singolare - Doppio                   | G.C. Glenny 2-6 7-5 6-4 6-2                      | Locke                            |               |                     |
| 29 agosto | Torneo di Carlisle 1920 Carlisle, Gran Bretagna Singolare - Doppio                   |                                                  |                                  |               |                     |

### Settembre
| Settimana    | Torneo                                                                               | Vincitore                                          | Finalista                      | Semifinalisti | Eliminati ai quarti |
| ------------ | ------------------------------------------------------------------------------------ | -------------------------------------------------- | ------------------------------ | ------------- | ------------------- |
| 3 settembre  | Torneo di Budleigh Salterton 1920 Budleigh Station, Gran Bretagna Singolare - Doppio | George Henry Dodd 6-1 6-2 6-1                      | Jack Montagu Hillyard          |               |                     |
| 3 settembre  | Torneo di Budleigh Salterton 1920 Budleigh Station, Gran Bretagna Singolare - Doppio |                                                    |                                |               |                     |
| 4 settembre  | Cinque Ports Championships 1920 Folkestone, Gran Bretagna Singolare - Doppio         | Alfred Beamish 7-5 6-3                             | Ambrose Nevil Waddell Dudley   |               |                     |
| 4 settembre  | Cinque Ports Championships 1920 Folkestone, Gran Bretagna Singolare - Doppio         |                                                    |                                |               |                     |
| 4 settembre  | Torneo di Bexhill-on-Sea 1920 Bexhill-on-Sea, Gran Bretagna Singolare - Doppio       | Brian Norton 6-2 6-4 6-1                           | Charles Raymond Davys Tuckey   |               |                     |
| 4 settembre  | Torneo di Bexhill-on-Sea 1920 Bexhill-on-Sea, Gran Bretagna Singolare - Doppio       |                                                    |                                |               |                     |
| 5 settembre  | Torneo di Boulogne 1920 Boulogne, Francia Singolare - Doppio                         | William Laurentz 6-2 3-6 6-0 0-6 6-2               | Joseph Thellier de Poncheville |               |                     |
| 5 settembre  | Torneo di Boulogne 1920 Boulogne, Francia Singolare - Doppio                         |                                                    |                                |               |                     |
| 5 settembre  | Torneo di Biarritz 1920 Biarritz, Francia Singolare - Doppio                         | Jean Borotra 6-1 6-2 4-6 7-5                       | Fred Borotra                   |               |                     |
| 5 settembre  | Torneo di Biarritz 1920 Biarritz, Francia Singolare - Doppio                         | Jean Borotra Fred Borotra                          |                                |               |                     |
| 10 settembre | California State Championships 1920 San Francisco, USA Cemento Singolare - Doppio    | Wallace Bates 6-1 3-6 7-5 6-4                      | Clarence James Griffin         |               |                     |
| 10 settembre | California State Championships 1920 San Francisco, USA Cemento Singolare - Doppio    | Robert Kinsey Howard Kinsey 6-0 6-3                | Wallace Bates Parker           |               |                     |
| 12 settembre | Torneo di Sidmouth 1920 Sidmouth, Gran Bretagna Singolare - Doppio                   | J.T. Baines walkover                               | Jack Montagu Hillyard          |               |                     |
| 12 settembre | Torneo di Sidmouth 1920 Sidmouth, Gran Bretagna Singolare - Doppio                   |                                                    |                                |               |                     |
| 12 settembre | Le Touquet First Meeting 1920 Le Touquet, Francia Singolare - Doppio                 | Joseph Thellier de Poncheville 3-6 2-6 6-4 6-4 6-2 | Charles Dixon                  |               |                     |
| 12 settembre | Le Touquet First Meeting 1920 Le Touquet, Francia Singolare - Doppio                 |                                                    |                                |               |                     |
| 12 settembre | Sussex Championships 1920 Brighton, Gran Bretagna Singolare - Doppio                 | Alfred Beamish 3-6 6-4 6-2 6-1                     | Monty Temple                   |               |                     |
| 12 settembre | Sussex Championships 1920 Brighton, Gran Bretagna Singolare - Doppio                 |                                                    |                                |               |                     |
| 14 settembre | Spanish National Championships 1920 Gijón, Spagna Singolare - Doppio                 | Manuel Alonso 6-4 6-3                              | José Alonso                    |               |                     |
| 14 settembre | Spanish National Championships 1920 Gijón, Spagna Singolare - Doppio                 |                                                    |                                |               |                     |
| 18 settembre | U.S. National Championships 1920 Filadelfia, USA Singolare - Doppio                  | Bill Tilden 6-1 1-6 7-5 5-7 6-3                    | Bill Johnston                  |               |                     |
| 18 settembre | U.S. National Championships 1920 Filadelfia, USA Singolare - Doppio                  | Bill Johnston Clarence Griffin 6-2, 6-2, 6-3       | Willis Davis Roland Roberts    |               |                     |
| 18 settembre | Kent Coast Championships 1920 Hythe, Gran Bretagna Singolare - Doppio                | James Cecil Parke 8-6 6-1                          | Brian Norton                   |               |                     |
| 18 settembre | Kent Coast Championships 1920 Hythe, Gran Bretagna Singolare - Doppio                |                                                    |                                |               |                     |
| 19 settembre | South of England Championships 1920 Eastbourne, Gran Bretagna Singolare - Doppio     | George Henry Dodd 6-4 6-1 6-2                      | Alfred Beamish                 |               |                     |
| 19 settembre | South of England Championships 1920 Eastbourne, Gran Bretagna Singolare - Doppio     |                                                    |                                |               |                     |
| 26 settembre | Highbury Hard Court Championships 1920 Highbury, Gran Bretagna Singolare - Doppio    | Josiah Ritchie 8-6 8-6                             | George Henry Dodd              |               |                     |
| 26 settembre | Highbury Hard Court Championships 1920 Highbury, Gran Bretagna Singolare - Doppio    |                                                    |                                |               |                     |
| 26 settembre | Hendon Autumn Meeting 1920 Hendon, Gran Bretagna Singolare - Doppio                  | Gordon Lowe 6-0 6-0 6-2                            | Leslie Godfree                 |               |                     |
| 26 settembre | Hendon Autumn Meeting 1920 Hendon, Gran Bretagna Singolare - Doppio                  |                                                    |                                |               |                     |
| 26 settembre | Castle Point Trophy 1920 Hoboken, USA Singolare - Doppio                             | Frederick Anderson 7-5 6-4 7-5                     | L. Vandeventer                 |               |                     |
| 26 settembre | Castle Point Trophy 1920 Hoboken, USA Singolare - Doppio                             | Baggs Stockton 6-4 4-6 3-6 6-3 12-10               | Alfred Hammett Henderson       |               |                     |

### Ottobre
| Settimana  | Torneo                                                                                         | Vincitore                                                    | Finalista                     | Semifinalisti | Eliminati ai quarti |
| ---------- | ---------------------------------------------------------------------------------------------- | ------------------------------------------------------------ | ----------------------------- | ------------- | ------------------- |
| 3 ottobre  | Drive Club Hard Court Championships 1920 Fulham, Gran Bretagna Singolare - Doppio              | Gordon Lowe 6-0 6-1                                          | William Radcliffe             |               |                     |
| 3 ottobre  | Drive Club Hard Court Championships 1920 Fulham, Gran Bretagna Singolare - Doppio              |                                                              |                               |               |                     |
| 4 ottobre  | Welsh Covered Court Championships 1920 Craigside, Gran Bretagna Singolare - Doppio             | Arthur M. Lovibond 3-6 6-2 6-4 7-5                           | George Caridia                |               |                     |
| 4 ottobre  | Welsh Covered Court Championships 1920 Craigside, Gran Bretagna Singolare - Doppio             |                                                              |                               |               |                     |
| 10 ottobre | Surrey Championships 1920 Dulwich, Gran Bretagna Singolare - Doppio                            | Josiah Ritchie 7-5 4-6 6-2                                   | Gordon Lowe                   |               |                     |
| 10 ottobre | Surrey Championships 1920 Dulwich, Gran Bretagna Singolare - Doppio                            |                                                              |                               |               |                     |
| 17 ottobre | World Covered Court Championships 1920 Londra, Gran Bretagna Parquet indoor Singolare - Doppio | Gordon Lowe 6-2 6-3 6-1                                      | Walter Cecil Crawley          |               |                     |
| 17 ottobre | World Covered Court Championships 1920 Londra, Gran Bretagna Parquet indoor Singolare - Doppio | Percival Davson Theodore Mavrogordato 4-6 10-8 13-11 3-6 6-3 | Alfred Beamish Francis Fisher |               |                     |

### Novembre
| Settimana   | Torneo                                                                    | Vincitore                      | Finalista       | Semifinalisti | Eliminati ai quarti |
| ----------- | ------------------------------------------------------------------------- | ------------------------------ | --------------- | ------------- | ------------------- |
| 30 novembre | Victorian Championships 1920 Melbourne, Australia Erba Singolare - Doppio | Gerald Patterson 12-10 6-3 6-2 | Pat O'Hara Wood |               |                     |
| 30 novembre | Victorian Championships 1920 Melbourne, Australia Erba Singolare - Doppio |                                |                 |               |                     |

### Dicembre
| Settimana | Torneo                                                                         | Vincitore                                 | Finalista                       | Semifinalisti | Eliminati ai quarti |
| --------- | ------------------------------------------------------------------------------ | ----------------------------------------- | ------------------------------- | ------------- | ------------------- |
| dicembre  | Coupe de Noel 1920 Parigi, Francia Singolare - Doppio                          | Jacques Brugnon                           | non conosciuta (bandiera)       |               |                     |
| dicembre  | Coupe de Noel 1920 Parigi, Francia Singolare - Doppio                          |                                           |                                 |               |                     |
| dicembre  | New Zealand Championships 1920 Auckland, Nuova Zelanda Erba Singolare - Doppio | Bill Tilden 6-0 6-1 4-6 4-6 6-3           | Watson Washburn                 |               |                     |
| dicembre  | New Zealand Championships 1920 Auckland, Nuova Zelanda Erba Singolare - Doppio | Bill Johnston Bill Tilden 9-7 6-8 6-2 6-4 | Norman Brookes Gerald Patterson |               |                     |
| dicembre  | Bristol Cup 1920 Cannes, Francia Terra rossa Singolare - Doppio                | Romeo Acquarone 3-6 7-5 5-7 6-2 6-3       | J. Negro                        |               |                     |
| dicembre  | Bristol Cup 1920 Cannes, Francia Terra rossa Singolare - Doppio                |                                           |                                 |               |                     |

### Senza data
| Settimana | Torneo                                                                 | Vincitore    | Finalista                 | Semifinalisti | Eliminati ai quarti |
| --------- | ---------------------------------------------------------------------- | ------------ | ------------------------- | ------------- | ------------------- |
|           | Torneo di Saint-Étienne 1920 Saint-Étienne, Francia Singolare - Doppio | Henri Cochet | non conosciuta (bandiera) |               |                     |
|           | Torneo di Saint-Étienne 1920 Saint-Étienne, Francia Singolare - Doppio |              |                           |               |                     |
|           | Torneo di La Jolla 1920 La Jolla, USA Singolare - Doppio               | Wilson Jones | non conosciuta (bandiera) |               |                     |
|           | Torneo di La Jolla 1920 La Jolla, USA Singolare - Doppio               |              |                           |               |                     |
|           | Torneo di Aix-les-Bains 1920 Aix-les-Bains, Francia Singolare - Doppio | Henri Cochet | non conosciuta (bandiera) |               |                     |
|           | Torneo di Aix-les-Bains 1920 Aix-les-Bains, Francia Singolare - Doppio |              |                           |               |                     |